# 藤岡神社 (栃木市)
藤岡神社（ふじおかじんじゃ）は、栃木県栃木市の神社。

## 歴史
940年（天慶3年）に創建された。当初は「六所神社」という名称であったが、1875年（明治8年）に「藤岡神社」に改称した。
境内には、松尾芭蕉の句碑や地元の漢学者森鴎村の顕彰碑など多くの石碑がある。
当社一帯は「藤岡神社遺跡」と呼ばれる縄文時代の遺跡でもある。

## 交通アクセス
- 藤岡駅より徒歩18分。